# Парамитья
Парамитья́ (греч. Παραμυθιά) — малый город на северо-западе Греции. Расположен на высоте 293 м над уровнем моря, к юго-востоку от города Игуменица, в 315 км к северо-западу от Афин. Административный центр общины Сули в периферийной единице Теспротия в периферии Эпир. Население 2363 человек по переписи 2011 года.
Город находится у подножья горы Горилас (Корила, Κορίλα ή Γκορίλα, 1657 м) — высочайшей вершины гор Парамитья.
Покровителем города является святой Донат Эврийский. В Парамитье существует храм, посвященный Донату, в котором хранится частица мощей святого.

## История
Прежде город назывался Парамифия. В окрестностях Парамифии родился Дионисий Скилософ (ум. 1611). В Парамифии родился новомученик Анастасий Парамифийский (ум. 1750).

### Крепость святого Доната
В городе сохранилась крепость эллинистического времени. Прокопий Кесарийский (VI век) сообщает, что две крепости перестроенные в царствование императора Юстиниана I (527—565), были переименованы в честь Доната. При археологических изысканиях в крепости выделили три слоя, второй относится к эпохе Юстиниана, третий — к эпохе османского владычества. О крепости сообщает также автор «Хроники Токко» (начало XV века).
Жители области подвергались набегам вандалов и готов. В 551 году произошло сильное землетрясение и король остготов Тотила разграбил побережье Теспротии. Юстиниан перестроил крепость для защиты жителей, построил ряд зданий и храмов.
Византийские стены построены на фундаменте эллинистического времени. Внутри крепости — руины зданий эпохи османского владычества.

### Фотика
К северо-западу от Парамифии были найдены руины древней Фотики, основанной римлянами в 167 году до н. э. Город процветал в V веке н. э. Известны 4 епископа Фотики, в том числе Диадох Фотикийский. Прокопий Кесарийский (VI век) сообщает, что Фотика была обновлена в царствование императора Юстиниана I (527—565). После X века Фотика пришла в упадок и запустение из-за набегов и эпидемий.

## Сообщество Парамитья
В сообщество Парамитья входят три населённых пункта. Население 2730 человек по переписи 2011 года. Площадь 27,79 км².
| Наименование | Население (2011), человек |
| ------------ | ------------------------- |
| Айос-Еорьос  | 147                       |
| Айос-Донатос | 220                       |
| Парамитья    | 2363                      |

## Население
| Год  | Население, человек |
| ---- | ------------------ |
| 1991 | 2317               |
| 2001 | 2509               |
| 2011 | ↘ 2363             |